# Millettia oblata
Millettia oblata är en ärtväxtart som beskrevs av Stephen Troyte Dunn. Millettia oblata ingår i släktet Millettia och familjen ärtväxter.

## Underarter
Arten delas in i följande underarter:
- M. o. burttii
- M. o. intermedia
- M. o. oblata
- M. o. stolzii
- M. o. teitensis